# إرنست جيل
إرنست جيل (بالإنجليزية: Ernest Gill)‏ (24 أغسطس 1877 في المملكة المتحدة - 1 يونيو 1950 في المملكة المتحدة) هو لاعب كريكت ولاعب كرة قدم بريطاني (وحمل سابقاً جنسية المملكة المتحدة لبريطانيا العظمى وأيرلندا) في مركز الدفاع. لعب مع غريمسبي تاون وليستر سيتي ونادي بريستول سيتي ونادي ساوثهامبتون ونادي مقاطعة ليسترشاير للكريكت ‏ وFreemantle F.C. ‏.